# Drosophila retnasabapathyi
Drosophila retnasabapathyi är en tvåvingeart som beskrevs av Hajimu Takada och Momma 1975. Drosophila retnasabapathyi ingår i släktet Drosophila och familjen daggflugor.
Artens utbredningsområde är Malaysia.